# Doug McClure
Douglas Osborne McClure (Glendale (Californië), 11 mei 1935 – Sherman Oaks, 5 februari 1995) was een Amerikaanse acteur. Hij werd vooral bekend als Trampas in de westernserie The Virginian.

## Biografie
McClure was de zoon van Donald Reed McClure en zijn vrouw Clara Haser Clapp. Hij was vooral bekend om zijn rol als cowboy Trampas in de televisieserie The Virginian. Hij speelde deze rol ook in enkele speelfilms, gebaseerd op de succesvolle serie. In de jaren 1970 verscheen hij ook in de Roots-serie. Zijn meest succesvolle en bekendste speelfilm was de western The Man from the Great River, waarin hij de schoonzoon van James Stewart speelde. Doug McClure speelde ook in fantasiefilms zoals Caprona - The Forgotten Land, At the Earth's Core - The People That Time Forgot, Warlords of Atlantis.
Tussen 1987 en 1991 portretteerde hij in de serie Out of This World de acteur Kyle X Applegate, politiechef en voormalig burgemeester van het stadje Marlowe, Californië. Deze rol was een parodie op zowel hemzelf (gepensioneerde westerse acteur) als Ronald Reagan, die aanvankelijk ook acteur was voordat hij de politiek inging. Dit wordt ook duidelijk gemaakt door het feit dat in de aftiteling een bord staat dat de nabijheid van Carmel-by-the-Sea aangeeft, waar Clint Eastwood burgemeester was.
Het personage Troy McClure in de animatieserie The Simpsons is een knipoog naar Doug McClure. 

## Overlijden
Doug McClure overleed in februari 1995 op 60-jarige leeftijd aan longkanker, nadat hij een jaar eerder in meerdere rollen was verschenen. Hij werd begraven op de Woodlawn Memorial Cemetery in Santa Monica (Californië). Zijn dochter Tané McClure, geboren in 1958, werkt ook als actrice.

## Filmografie
- 1957: The Enemy Below
- 1959: Gidget
- 1960: The Unforgiven
- 1962–1971: The Virginian (tv-serie)
- 1964: The Lively Set
- 1965: Shenandoah
- 1966: Beau Geste
- 1967: The King's Pirate
- 1971: Terror in the sky (tv-film)
- 1973: Die blutigen Geier von Alaska
- 1975–1976: Barbary Coast (tv-serie)
- 1975: The Land that Time Forgot
- 1976: At the Earth's Core
- 1977: The People that Time Forgot
- 1977: Roots (tv-serie)
- 1978: Warlords of Atlantis
- 1980: Humanoids from the Deep
- 1982: The House where Evil dwells
- 1982  The Fall Guy – Das 5-Millionen-Dollar-Missverständnis
- 1985: Dead Man's Revenge
- 1985: Airwolf (tv-serie seizoen 3, aflevering Half Pint)
- 1984: Cannonball Run II
- 1985: Magnum P.I.: (Paniolo) (tv-serie)
- 1986: 52 Pick-Up
- 1987: Mord ist ihr Hobby (tv-serie, 2 afleveringen – seizoen 4, aflevering 8)
- 1987–1991: Out of this world (tv-serie)
- 1992: Matlock (seizoen 6, aflevering 14 en 15)
- 1994: Maverick

- Biblioteca Nacional de España: XX1255943
- Bibliothèque nationale de France: cb13952205x (data)
- Gemeinsame Normdatei: 1060933403
- International Standard Name Identifier: 0000 0000 5939 1000
- Library of Congress Control Number: no95006028
- MusicBrainz: b7cd0f21-0d29-44d6-8dbb-817a0d3ba60d
- Nederlandse Thesaurus van Auteursnamen: 074043935
- SNAC: w6jv3sgb
- Virtual International Authority File: 66657304
- WorldCat: E39PBJrRdpVt8vdxF8M4RfRYfq